# Alfred Redl
Alfred Redl (Leopoli, 14 marzo 1864 – Vienna, 25 maggio 1913) è stato un militare, colonnello dell'esercito austro-ungarico, capo di stato maggiore dell'VIII corpo d'armata e una delle più famose spie al servizio della Russia.

## Biografia
Redl nacque nel 1864 a Leopoli in Galizia, figlio di un ispettore capo delle ferrovie. All'età di 15 anni entrò all'accademia militare di Leopoli, uscendone ufficiale nel 1887, a 23 anni d'età.
Dal 1894 al 1895 Redl prestò servizio nell'Ufficio delle Ferrovie, un'istituzione fondamentale dal punto di vista militare all'interno dell'Impero. Dal 1900 lavorò presso lo Stato Maggiore nel controspionaggio, a partire dal 1905 nel gruppo russo e, dal 1907 al 1911, come capufficio supplente. Il suo lavoro fu caratterizzato da innovazioni e Redl utilizzò per l'epoca tecnologie all'avanguardia per "interrogare" gli agenti segreti nemici. Dopo la sua promozione a colonnello, nel maggio 1912, Redl venne trasferito a Praga il 18 ottobre dello stesso anno come capo di stato maggiore dell'Ottavo Corpo d'Armata.
Dal 1903 fino alla sua morte nel 1913 Redl lavorò come spia per la Russia. Non è chiaro cosa lo spinse al tradimento, dato che venne costretto al suicidio poco dopo essere stato scoperto. L'ipotesi più accreditata è che sia stato ricattato dai russi, dopo essere stato scoperto in una posizione compromettente legata al fatto di essere omosessuale: rivelazione che avrebbe potuto stroncare la sua carriera (oltre a ciò, l'omosessualità era illegale in Austria-Ungheria). Allo stesso tempo, però, venne ricompensato molto bene per i suoi servigi, e il suo tenore di vita era assai superiore a quello che gli avrebbe concesso il suo stipendio da ufficiale (tra l'altro, possedeva due automobili e diversi cavalli).
L'ipotesi per cui Redl avrebbe lavorato anche per i servizi segreti di Francia e Italia è stata presentata molto più tardi, ma non è stata né provata né smentita in modo credibile.
L'addetto militare russo Marčenko caratterizzò Redl nell'ottobre 1907 come "insidioso, taciturno, concentrato, col senso del dovere e dotato di buona memoria ... dalla dolce, morbida e delicata voce, ... piuttosto furbo e falso che intelligente e di talento. Cinico, amante delle donne ..."
Si ritiene che Redl abbia passato molte informazioni alla polizia segreta russa Ochrana, tra cui i piani per una futura offensiva austro-ungarica contro la Serbia. Probabilmente, tradì anche ufficiali russi che si erano rivolti al servizio segreto austro-ungarico, permettendone la cattura.

### Lo smascheramento
Redl fu smascherato grazie a numerose casualità. La guaina di un coltello tascabile, da lui smarrita a Praga, venne rinvenuta proprio da un agente da lui stesso addestrato. Quest'ultimo iniziò a sospettare di Redl e notò sempre maggiori anomalie. Redl riceveva ad esempio notizie da Eydtkuhnen (l'attuale Černiševskoe in Prussia Orientale), un valico della frontiera russo-tedesca sovente utilizzato dagli agenti.
All'inizio di aprile del 1913 una lettera indirizzata a un certo Nikon Nizetas e giacente presso la posta centrale di Vienna fu rispedita al suo mittente a Berlino. Probabilmente, al fine di constatare l'identità del mittente, la busta fu aperta a Berlino e vi furono rinvenute 6.000 corone in banconote nonché due indirizzi di spie a Parigi e Ginevra già note agli austriaci ed ai tedeschi. Il maggiore tedesco Walter Nicolai informò il suo omologo austriaco Maximilian Ronge dell'Evidenzbureau (il quale controllava lo sportello fermoposta nell'ufficio postale centrale di Vienna assieme al capo della polizia Edmund von Gayer). Il 25 maggio 1913 il colonnello Redl passò a ritirare ulteriori missive per lui giacenti e venne pedinato. Redl fu infine identificato grazie a dei bollettini riempiti a mano che aveva stracciato e buttato via.

### L'arresto
Il capo di stato maggiore austro-ungarico Franz Conrad von Hötzendorf ordinò subito dopo l'arresto di Redl e la perquisizione della sua camera nell'Hotel Klomser. Redl fu sottoposto a un breve interrogatorio in cui confessò a Ronge di essere stato al servizio, negli anni 1910 e 1911, di potenze straniere; nel contempo dichiarò di aver agito senza complici.
In seguito alla confessione di Redl, la commissione d'inchiesta si ritirò "per dare al delinquente la possibilità di porre fine rapidamente alla sua vita". Redl si sparò con una pistola messa a sua disposizione, fatto che fu molto deprecato dall'imperatore Francesco Giuseppe, che si preoccupò per l'anima di Redl. Il mattino seguente un investigatore venne mandato a svolgere ulteriori verifiche presso l'albergo sorvegliato.

### Conseguenze militari
Quando il controspionaggio austriaco constatò che presso il conto corrente di Redl presso la Neue Wiener Sparkasse era stata registrata dall'inizio del 1907 una vistosa e ricorrente serie di depositi, che fino al 1913 avevano raggiunto la cifra di 116.700 corone, ci si rese conto che sarebbe stato invece utile proseguire l'interrogatorio di Redl per verificare l'entità del tradimento.
Dopo che tra i suoi lasciti si scoprirono gli ordini di battaglia, le istruzioni per l'eventuale mobilitazione, i manuali di riserva e provvedimenti del controspionaggio in Galizia, gli indirizzi di copertura di stati maggiori nemici, le corrispondenze di spionaggio e altri documenti, si pensò al peggior danno possibile: il tradimento dei piani austriaci di combattimento contro la Russia, che riportavano accuratamente le forze necessarie per l'inizio delle ostilità e la loro disposizione sul campo. Tale supposizione è stata nel frattempo confermata dagli studiosi russi.
Dato che nonostante il suicidio di Redl lo scandalo non poté essere occultato e venne alla luce (a quanto pare a causa delle rivelazioni del fabbro che aveva permesso agli inquirenti l'accesso alla stanza d'albergo di Redl), il servizio segreto austriaco tentò in tutti i modi di sminuire l'accaduto di fronte all'opinione pubblica.
Si parlò di prime tracce di spionaggio del marzo 1912, si collegò l'accresciuta necessità di denaro di Redl con la sua passione fatale e in un referto autoptico si concluse per una patologica alterazione del suo cervello. Contemporaneamente si tentò di rielaborare in tutta fretta il piano di invasione e di far credere ai russi che il piano rivelato fosse ancora valido.
Si ritiene che il tradimento di Redl abbia contribuito alle sconfitte austro-ungariche durante i primi mesi della prima guerra mondiale, dato che i piani da lui divulgati erano molto dettagliati e non potevano essere stati modificati sostanzialmente nel breve tempo intercorso tra il suo suicidio e lo scoppio della guerra. Dato che Redl fece sgominare anche una serie di spie austriache e tedesche in Russia, occultando in questo modo il massiccio riarmo dell'esercito russo, l'Austria-Ungheria si fece un quadro eccessivamente ottimista dei rapporti di forza.
Il conte e deputato austriaco al Reichsrat Adalbert Sternberg ebbe a dichiarare dopo la prima guerra mondiale:
Von Sternberg continua ad analizzare le conseguenze del caso Redl come segue:
D'altro canto, lo stato maggiore zarista confidò apparentemente nell'immutata validità dei piani rivelati, e venne colto di sorpresa quando le forze austro-ungariche lanciarono la loro offensiva da un punto situato da 100 a 200 km più ad occidente di quello atteso, fatto che portò alle aspre battaglie di Kraśnik e Komarów.

## Film
- Il film Oberst Redl (1925), regia di Hans Otto Löwenstein con Robert Valberg ripropone per primo la storia di Alfred Redl.
- Il film Spionage (1955), girato da Franz Antel, racconta la vera storia del colonnello Redl, che venne ritenuto colpevole di spionaggio nel 1913 e che in seguito si suicidò, ricostruendo i retroscena storici e psicologici del fatto. Al film contribuirono Ewald Balser (Redl), Rudolf Forster, Gerhard Riedmann e Oskar Werner.
- Il film Il colonnello Redl (1985), di István Szabó, è la versione cinematografica più famosa. Redl è interpretato da Klaus Maria Brandauer.